# 河内長野市立美加の台中学校
河内長野市立美加の台中学校（かわちながのしりつ みかのだいちゅうがっこう）は、大阪府河内長野市にある公立中学校。
ニュータウン「美加の台」の開発とそれに伴う人口の増加によって、1991年に河内長野市で7番目の市立中学校として河内長野市立加賀田中学校から分離開校した。ニュータウンを校区としている。
国際交流活動が盛んに行われており、ベトちゃんドクちゃんで知られるグエン・ドクが来校するなど、積極的な異文化交流が実施されている。
また、中1ギャップの解消や地域の人との交流を目的とした、河内長野市小中一貫教育推進事業（パイロット校区）に指定されている（つながりアップ事業）。同一校区の美加の台小学校と小中合同行事が盛んに行われているほか、小中相互乗り入れ授業の実施などがされている。

## 沿革
- 1990年3月30日 - 河内長野市議会が中学校新設に関する条例を決議。
- 1991年4月1日 - 河内長野市立美加の台中学校として、現在地に開校。
- 1991年6月22日 - 校歌制定。この日を創立記念日とする。
- 1992年4月8日 - 大阪府教育委員会から生徒指導の研究校に指定される。
- 1995年9月25日 - 中華人民共和国より教育視察団が訪問。
- 2011年11月19日 - グェン・ドクが来校。

## 通学区域
- 河内長野市立美加の台小学校の通学区域。

河内長野市 美加の台1-7丁目。

## 交通
- 南海バス美加の台団地線 「美加の台中」バス停 徒歩約5分。
- 南海高野線 美加の台駅 東へ約2km。

## 出身人物
- 辻佳奈美 - プロテニス選手
- 日向燦 - 元宝塚歌劇団花組の男役
- 籾谷真弘 - プロサッカー選手